# Molophilus (Molophilus) speighti
Molophilus (Molophilus) speighti is een tweevleugelige uit de familie steltmuggen (Limoniidae). De soort komt voor in het Australaziatisch gebied.